# 白龍 (海洋環境整備船)
白龍（はくりゅう）は、2009年2月に国土交通省中部地方整備局名古屋港湾事務所に配備された、双胴型の海面清掃兼油回収船である。

## 概要
ゴミ回収機能、油回収機能、環境モニタリング機能を備えており、主に伊勢湾・三河湾内の海面浮遊ごみの回収を行うことで、世界有数の貿易港である名古屋港の活動を支えている。
1991年の野間崎灯台沖流出油除去、2011年の東日本大震災後の漂流物回収、2014年の航行不能プレジャーボート救出などにおいて、複数回に渡って感謝状を受領している。また、就航当時は認知が低かった業務への理解を深めて貰うために、長期的に一般向けの公開を継続している。

## 配備
中部地方整備局名古屋港湾事務所には役割に応じて船舶が配備されている。
- 浚渫兼油回収船 「清龍丸」
- 海洋環境整備船 「白龍」
- 港湾業務艇 「翔龍」

海洋環境整備船は各地域の整備局に配備されている。
- 関東地方整備局「べいくりん」（横浜港・千葉港）
- 近畿地方整備局「クリーンはりま」（東播磨港）、「Dr.海洋」（神戸港）、「海和歌丸」（下津港）
- 四国地方整備局「いしづち」（松山港）、「美讃」（坂出港）、「みずき」（徳島小松島港）
- 中国地方整備局「おんど2000」（呉港）
- 九州地方整備局「がんりゅう」（北九州港）、「海輝」（熊本港）、「海煌」（八代港）